# مله كبود عليا (مقاطعة دلفان)
ملهكبود عليا (بالفارسية: مله‌کبود علیا) هي قرية تقع في قسم كاكاوند الشرقي الريفي (مقاطعة دلفان) في إيران. يقدر عدد سكانها بـ 212 نسمة .